# Capiago Intimiano
Capiago Intimiano là một đô thị ở tỉnh Como trong vùng Lombardia, có cự ly khoảng 35 km về phía bắc của Milano và khoảng 6 km về phía đông nam của Como. Tại thời điểm ngày 31 tháng 12 năm 2004, đô thị này có dân số 5.196 người và diện tích là 5,7 km².
Đô thị Capiago Intimiano có các frazioni (các đơn vị trực thuộc, chủ yếu là các làng) olmeda and intimiano.
Capiago Intimiano giáp các đô thị: Cantù, Como, Lipomo, Montorfano, Orsenigo, Senna Comasco.